# Río Capibaribe
El Río Capibaribe (en portugués: Rio Capibaribe) es un río que atraviesa el estado de Pernambuco, Brasil, con una longitud de 240 kilómetros. El Capibaribe nace en la Serra do Jacarará en el municipio de Poção, y desemboca en el Océano Atlántico en Recife.

## Etimología
El nombre proviene del dialecto tupí quienes llamaban al río Caapiuar-y-be or Capibara-ybe, que significa río capibara.